# Insel des Grauens
Insel des Grauens (Originaltitel: Unknown Island) ist ein US-amerikanischer Abenteuerfilm aus dem Jahr 1948 von Jack Bernhard mit Virginia Grey und Phillip Reed in den Hauptrollen.

## Handlung
Der Marineflieger Ted Osborne und seine Verlobte Carol Lane chartern in Singapur das Schiff von Kapitän Tarnowski, um zu einer abgelegenen Insel im Südpazifik zu gelangen. Ted hat als Pilot während des Zweiten Weltkriegs die Insel entdeckt und auf ihr prähistorische Tiere fotografiert. Tarnowski will den Alkoholiker John Fairbanks mitnehmen, der vorgibt, schon einmal auf der Insel gewesen zu sein. Allerdings will Fairbanks nicht zur Insel zurückkehren, weil die dort lebenden Monster alle seine Kameraden getötet haben. Tarnowski schanghait ihn kurzerhand.
Schon bald darauf hat das Schiff die normalen Schiffswege verlassen, was unter den Mitgliedern der malaiischen Besatzung Unmut hervorruft. Als die Insel erreicht wird, kann man durch Ferngläser prähistorische Kreaturen sehen. Ted, Carol, John, Tarnowski und einige Matrosen steigen in ein Beiboot, um auf der Insel anzulanden. Auf der Insel wird ein Lager errichtet. Ein Matrose wird von einer der Kreaturen angegriffen und verletzt. Um ihm Leiden zu ersparen, erschießt Tarnowski ihn. Die verängstigten Matrosen wollen aufs Schiff zurück und auch John drängt auf das Verlassen der Insel. Doch Ted weigert sich. Ein Riesen-Faultier bewegt sich auf das Lager zu, wird aber von anderen Kreaturen abgelenkt. Tarnowski zwingt Carol einen Kuss auf und bedrängt sie, wird aber von Ted zurechtgewiesen.
Auch Carol will die Insel verlassen, doch Ted will unbedingt das Faultier fotografieren und Tarnowski eine der Kreaturen fangen. John führt die Gruppe ins Innere der Insel, wo sie auf mehrere gefährliche Kreaturen stoßen. Als sich der erste Maat Sanderson absetzen will, kommt es zu einem Kampf zwischen ihm und dem Kapitän. Einer der Matrosen wirft ein Messer und tötet damit Sanderson. Tarnowski erschießt den Mörder. Als die Kreaturen drohen, die Gruppe anzugreifen, werden sie von Handgranaten, die Tarnowski mitgenommen hat, verscheucht.
Tarnowski erleidet einen Fieberanfall. Er erlaubt Carol, aufs Schiff zurückzukehren, will aber weiterhin eine der Kreaturen einfangen. Die malaiischen Matrosen sind derweil mit dem Beiboot zum Schiff gefahren und haben Carol, Ted, John und Tarnowski auf der Insel zurückgelassen. Ted und John wollen ein Floß bauen, während Tarnowski ohne das Wissen der anderen ein Boot gefunden hat. Er will damit mit Carol gegen ihren Willen flüchten und packt sie. Eine Kreatur greift an und wird von Tarnowski mit Handgranaten getötet. Carol ist ohnmächtig geworden und wird von ihm ins Boot geladen. John Fairbanks macht sich Sorgen um Carol. Da Ted sich weigert, nach ihr zu suchen, macht sich John auf die Suche. Als Tarnowski einschläft, greift sich Carol sein Gewehr, muss damit aber eine der Kreaturen abwehren. John kommt gerade rechtzeitig hinzu, um sie vor Tarnowski zu retten, der von dem Riesen-Faultier angegriffen und getötet wird. Später an Bord des Schiffes erkennt Ted, dass er Carol an John verloren hat.

## Produktion

### Hintergrund
Gedreht wurde der Film von Ende Mai bis Anfang Juni 1948 in Palmdale, auf der Movie Ranch von Ray Corrigan im Simi Valley, in den Universal-Studios in Universal City und in den General Service Studios in Hollywood.
Laut Produzent Cohen lag das Budget des Films bei 450.000 Dollar (2023 ca. 6,1 Millionen Dollar). 35 Prozent des Budgets wurde für die Szenen mit den Urweltmonstern ausgegeben. Die Monster wurden durch Schauspieler in Kostümen dargestellt. Für die Spezialeffekte waren Howard A. Anderson und Ellis Burman zuständig.

### Stab
Robert Priestley war für das Szenenbild zuständig.

### Besetzung
In kleinen nicht im Abspann erwähnten Nebenrollen traten Ray Corrigan, Snub Pollard und Harry Wilson auf.

## Synchronisation
Die deutsche Synchronfassung entstand 1997 im Auftrag der Rondo-Film in Berlin unter der Dialogregie von Wolfgang Kühne, der auch das Dialogbuch schrieb.
| Rolle          | Schauspieler    | Deutscher Synchronsprecher |
| -------------- | --------------- | -------------------------- |
| Carole Lane    | Virginia Grey   | Joseline Gassen            |
| Tod Osborne    | Phillip Reed    | Helmut Gauß                |
| John Fairbanks | Richard Denning | Stefan Staudinger          |
| Kpt. Tarnowski | Barton MacLane  | Wolfgang Kühne             |
| Sanderson      | Dick Wessel     | Eberhard Prüter            |

## Veröffentlichung
Die Premiere des Films fand am 15. Oktober 1948 statt. In der Bundesrepublik Deutschland kam er am 2. Januar 1953 in die Kinos.

## Kritiken
Der Filmkritiken-Aggregator Rotten Tomatoes hat in einer Auswertung von über 560 User-Kritiken ein Publikumsergebnis von 16 Prozent positiver Bewertungen ermittelt.
Das Lexikon des internationalen Films schrieb: „Naives Kintopp-Abenteuer mit unzulänglichen Spezialeffekten.“
Der Filmdienst schrieb: „Nicht einmal der erwartete Schaukampf zwischen Gorilla und Saurier klappt so, wie es Gruselabenteuertlustige hätten zumindest verlangen dürfen.“
Der Kritiker des TV Guide sah einen Film, dessen Drehbuch ohne Überraschung aber voller Klischees sei. Die Dinosaurier seien lächerlich.